# Krims mejlis
Krims mejlis (krimtatariska: Qırımtatar Milliy Meclisi; ukrainska: Меджлiс Кримськотатарського Народу; ryska: Меджлис крымскотатарского народа) är krimtatarernas politiska organ. Krims mejlis väljs av folkförsamlingen Kurultai. 
Refat Tjubarov valdes till ledare av Krims mejlis 2013.
Krimtatarerna etablerade sin första mejlis och kurultai 1917. Mellan den 18 och 21 maj 1944 deporterade sovjetregimen totalt omkring 194 000 krimtatarer från Krim, av en total krimtatarisk befolkning 1939 på 218 000, sedan de anklagats för att ha samarbetat med de nazistiska ockupationsstyrkorna. Krimtatarerna fick inte lov att återvända till Krim förrän den 14 november 1989. På fyra år återvände cirka 250 000 krimtatarer och myndigheterna gav tillstånd till att mejlis och kurultai återetablerades 1994. 14 representanter från det krimtatariska folket valdes till det regionala parlamentet i Krim 1994. År 2010 diskuterades det bland Krims politiker att Ukraina skulle förbjuda krimtatarenes politiska organ.
Ryssland utfärdade 22 april 2014 ett förbud för Mustafa Dzjemilev, som var ledare 1998-2013, att besöka Krim i fem år för hets mot folkgrupper och extremism. 
På Krim finns en radikaliserad minoritet av krimtatariska ungdomar som är påverkade av islamistiska rörelser. Såväl Hizb ut-Tahrir som salafistiska grupper har sedan länge ett fotfäste bland unga radikala krimtatarer.
Under Krim-konflikten har Ryssland pekat ut flera krimtatarer som extremister tillhörande Hizb ut-Tahrir.
2015 greps 14 krimtatarer anklagade för medlemskap i Hizb ut-Tahrir, fyra av dessa dömdes av den ryska militärdomstolen i Rostov vid Don till sju respektive fem års fängelse för terrorism.
Riksåklagaren på Krim, Natalja Poklonskaja, anklagade 2016 Krims mejlis för extremism, och efter att Högsta domstolen i början av maj 2016 följde hennes begäran är Krims mejlis förbjuden att verka på ryskt territorium.